# Бужинский, Михаил Михайлович
Михаи́л Миха́йлович Бужи́нский (17 мая 1879, Полтава, Российская империя — 1937, Харьков, СССР) — украинский историк, архивист и археограф, краевед, литературовед.

## Биография
Родился в г. Полтава. После окончания 1-й Полтавской мужской гимназии учился в Московской юнкерской школе (1900-02), окончил высшие курсы при Войсковой академии. Воспитатель и преподаватель Московского (1905-09) и Петровского полтавских (1909-19) кадетских корпусов. Подполковник. Один из основателей Полтавского губернского общества инвалидов (1917).
С 1923 года — управляющий делами Полтавского губернского архива, с 1924 года — его секретарь. С 1925 года — инспектор Полтавского окружного архива. Одновременно и. о. заведующего исторического архива Полтавщины, с 1927 — учёный архивист, с 1932 — руководитель орг.- тех. сектора архива.
Одновременно сотрудник Комиссии истории Левобережной Украины и Слободской Украины при ВУАН (1928) и Археографической комиссии ВУАН. Член Полтавского краеведческого общества и Полтавского научного общества. Освобожден от работы 28 февраля 1934 года как «буржуазный националист».
Арестован 2 августа 1936 года по сфальсифицированным обвинениям. В 1937 приговорён к 3 годам тюремного заключения и поражению в правах на год.
Умер в 1937 году в харьковской тюрьме после суда.

## Сочинения
- Заборона твору Сковороди «Брань архистратига Михаила с сатаною». «Збірник історично-філологічного відділу ВУАН», 1926, № 26;
- З історії Полтавського магістрату за перші роки існування (1752-67 рр.). «Записки історично-філологічного відділу ВУАН», 1927, кн. 11;
- Відозви в 1883 році на Полтавщині. В кн.: За сто літ. К., 1928;
- Архівознавчий процес — на рівень вимог життя. «Архів Радянської України», 1932, № 6.